# ニッポンソッパ

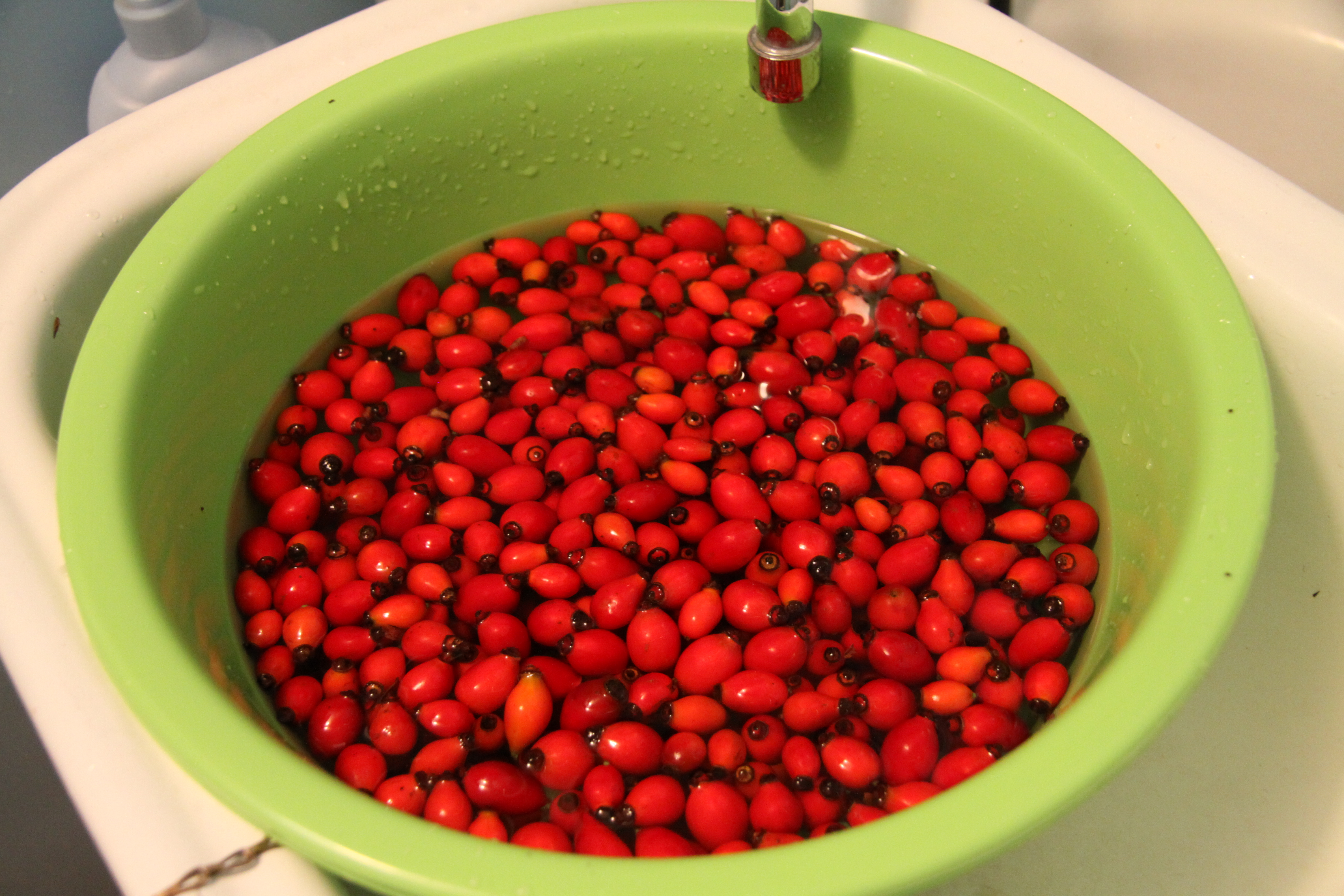
ローズヒップ

ニッポンソッパまたはニーポンソッパ(nyponsoppa)は、ローズヒップから作るスウェーデンのスープである。飲み物として、または牛乳、クリーム、バニラを加えて、小さなアーモンドビスケットを添え、デザートとして提供される。
朝食としても食べられるが、その場合、一般的に果実の割合は低く、より水っぽく、クリスプ・ブレッドが添えられる。

## 作り方
スープを作るのに最も適したローズヒップは、ハマナスの大きな果実であるが、イヌバラやロサ・ドゥマリスの小さな果実も用いられる。花弁が落ちてから果実が形成し、秋の初霜の後に収穫される。赤くなるまで追熟してから乾燥させる。ニッポンソッパは、通常、乾燥したローズヒップ、水、増粘剤としてジャガイモデンプン、砂糖から作る。柔らかくなるまでローズヒップを茹で、ミキサーでブレンドする。それをふるいにかけ、デンプンでとろみをつける。ローズヒップはビタミンCに富んでいる。